# Руткі (Опольське воєводство)
Руткі (пол. Rutki, нім. Rautke) — село в Польщі, у гміні Немодлін Опольського повіту Опольського воєводства.
Населення — 77 осіб (2011).
У 1975-1998 роках село належало до Опольського воєводства.

## Демографія
Демографічна структура станом на 31 березня 2011 року:
|          | Загалом | Допрацездатний вік | Працездатний вік | Постпрацездатний вік |
| -------- | ------- | ------------------ | ---------------- | -------------------- |
| Чоловіки | 41      | 9                  | 28               | 4                    |
| Жінки    | 36      | 11                 | 19               | 6                    |
| Разом    | 77      | 20                 | 47               | 10                   |